# امپراتوری کانم
امپراتوری کانِم (۷۰۰-۱۳۷۶ میلادی) پادشاهی بزرگی در کشورهای کنونی چاد، نیجر و لیبی بود که در بیش‌ترین وسعتش بخش‌های بزرگی از چاد، جنوب لیبی، شمال شرقی و شرق نیجر و شمال کامرون را در بر می‌گرفت. این ناحیه در ۱۸۵۱ میادی به وسیلهٔ جهانگرد آلمانی، هنری بارت کشف شد.